# تأريخ العهد القديم

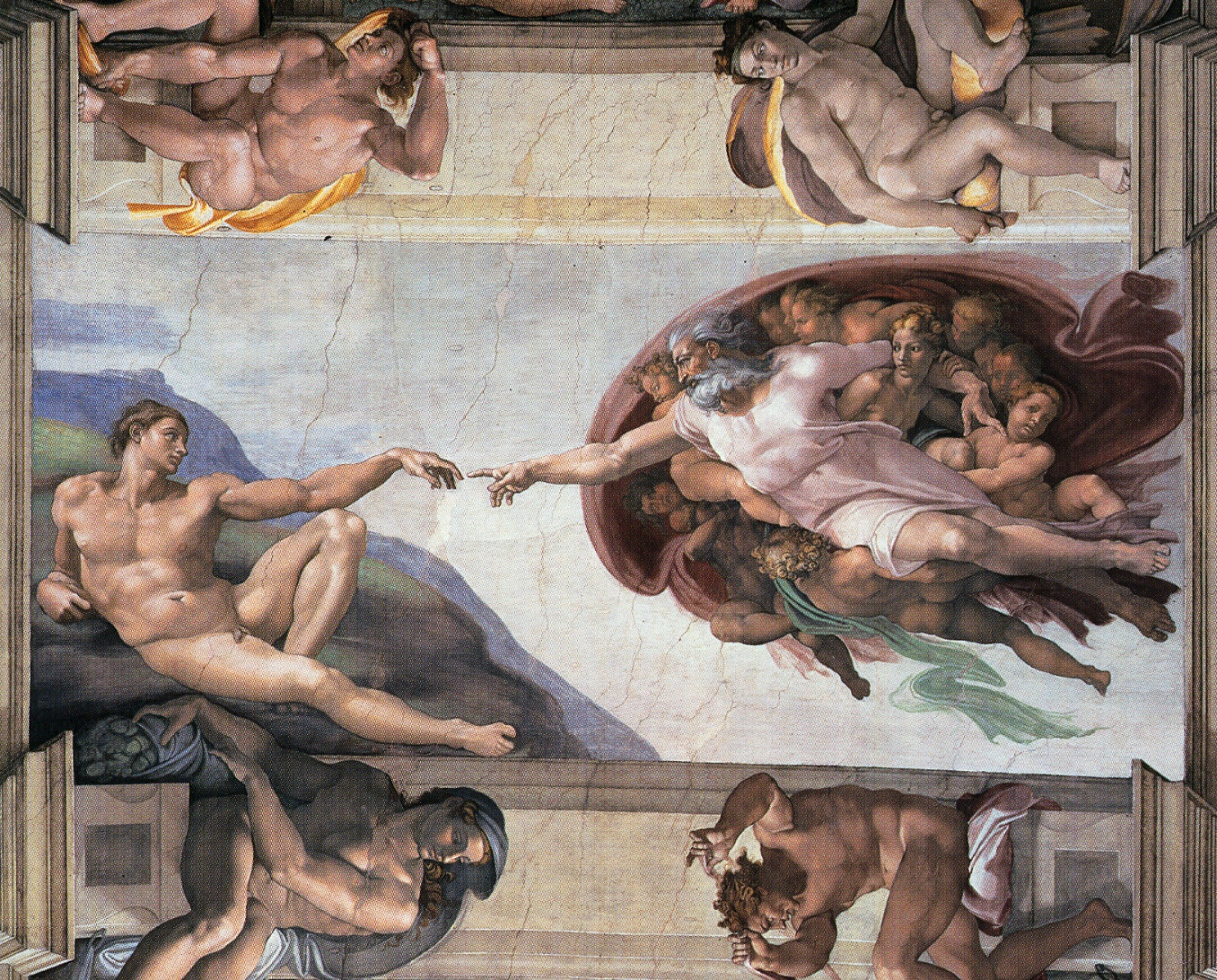

تأريخ الكتاب العبري (التناخ) أو العهد القديم عند المسيحيين هو مصطلح يشير إلى تقدير الأوقات والتسلسل الزمني لتاريخ الكتاب المقدس عن طريق أنساب الشخصيات والأجيال والفترات، وغيرها من الوسائل.

## وصلات خارجية
- Guide to scholarly sources and tabular summaries of biblical chronologies